# Fred Falke
Frédérick Falke, detto Fred (7 gennaio 1973), è un disc jockey e produttore discografico francese.

## Biografia
Inizia la sua carriera come bassista per poi intraprendere la professione di produttore musicale verso la fine degli anni novanta.
Il successo arriva subito appena comincia ad affacciarsi nel mondo del DJ insieme al compagno francese Alan Braxe. I due collaborano insieme per parecchio tempo, fino al 2006, quando però si dividono. Il pezzo di maggior successo famoso in tutto il mondo è Intro che acquista un grandissimo successo, soprattutto in Francia, Germania e nelle discoteche italiane.
Fred continua tuttora ad essere uno dei più ricercati remixer; recenti sono i suoi lavori per Katy Perry, Jamiroquai, La Roux, The Gossip, White Lies e Two Door Cinema Club.